# Hwang Hyun-soo
Đây là một tên người Triều Tiên, họ là Hwang.
Hwang Hyun-soo (sinh ngày 22 tháng 7 năm 1995) là một cầu thủ bóng đá Hàn Quốc thi đấu ở vị trí hậu vệ cho FC Seoul.

## Sự nghiệp câu lạc bộ
Hwang gia nhập FC Seoul năm 2014. Anh ra mắt tại K League 1 trước Jeonbuk Hyundai Motors.

## Thống kê sự nghiệp câu lạc bộ
| Thành tích câu lạc bộ | Thành tích câu lạc bộ | Thành tích câu lạc bộ | Giải vô địch | Giải vô địch | Cúp     | Cúp       | Châu lục | Châu lục  | Tổng cộng | Tổng cộng |
| Mùa giải              | Câu lạc bộ            | Giải vô địch          | Số trận      | Bàn thắng    | Số trận | Bàn thắng | Số trận  | Bàn thắng | Số trận   | Bàn thắng |
| Hàn Quốc              | Hàn Quốc              | Hàn Quốc              | Giải vô địch | Giải vô địch | Cúp KFA | Cúp KFA   | Châu Á   | Châu Á    | Tổng cộng | Tổng cộng |
| --------------------- | --------------------- | --------------------- | ------------ | ------------ | ------- | --------- | -------- | --------- | --------- | --------- |
| 2014                  | FC Seoul              | K League 1            | 0            | 0            | 0       | 0         | 0        | 0         | 0         | 0         |
| 2015                  | FC Seoul              | K League 1            | 0            | 0            | 0       | 0         | 0        | 0         | 0         | 0         |
| 2016                  | FC Seoul              | K League 1            | 0            | 0            | 0       | 0         | 0        | 0         | 0         | 0         |
| 2017                  | FC Seoul              | K League 1            | 3            | 0            | 0       | 0         | 0        | 0         | 3         | 0         |
| Tổng                  | Hàn Quốc              | Hàn Quốc              | 3            | 0            | 0       | 0         | 0        | 0         | 1         | 0         |
| Tổng cộng sự nghiệp   | Tổng cộng sự nghiệp   | Tổng cộng sự nghiệp   | 3            | 0            | 0       | 0         | 0        | 0         | 3         | 0         |